# غير العقلاني المتوقع
غير العقلاني المتوقع: القوى الخفية التي تشكل قراراتنا هو كتاب صدر في عام 2008 لدان أرئيلي، والذي يتحدى فيه افتراضات القراء عن اتخاذ القرارات بناء على التفكير العقلاني. يوضح أرئيلي قائلا «هدفي مع نهاية هذا الكتاب هو مساعدتك بصورة رئيسية في إعادة التفكير في ما يجعلك أنت والناس من حولك تعقدون العزم. أتمنى أن أقودك إلى هناك من خلال تقديم مدى واسعا من التجارب العلمية والاكتشافات والنوادر المسلية في كثير من الأحيان. بمجرد أن ترى كيفية تشكل الأخطاء النظامية المؤكدة وكيف نكررها مرة بعد مرة، أظن أنك ستتعلم كيفية تجنب بعضها».

## الاستقبال
في مراجعة في نيويورك تايمز، قال ديفيد بيريبي «كتاب غير العقلاني المتوقع هو كتاب أكثر ثورية من ما توحي به طريقته غير التهديدية. إنه تلخيص دقيق لأسباب معاملة العلوم الاجتماعية نماذج السوق المعروفة اليوم على أنها قصة خيالية».